# Tim und Struppi und das Geheimnis um das goldene Vlies
Tim und Struppi und das Geheimnis um das goldene Vlies ist ein 1961 unter der Regie von Jean-Jacques Vierne und dem Drehbuch von André Barret und Rémo Forlani gedrehter französischer Spielfilm. Es handelt sich um die erste Realverfilmung von Tim und Struppi nach den Comic-Abenteuern von Hergé. 

## Handlung
Tim und Struppi begleiten Kapitän Haddock nach Istanbul. Haddock erhielt ein Schreiben zum Tod seines alten Freundes Temistocle Paparanic, der ihm sein Schiff, die „Goldene Vlies“, hinterlassen hat. In Istanbul bietet ihm Anton Karabine, ein geheimnisvoller Geschäftsmann, 600.000.000 türkische Lira (im Film entspricht das 30 Millionen Franc) für den Tausch des heruntergekommenen Kahns gegen ein seetüchtiges Schiff.
Tim und Haddock finden durch Nachforschungen bei Verwandten Paparanics heraus, dass dieser und seine Crew nach einem Staatsstreich in Tétaragua (fiktives Land in Lateinamerika) für acht Tage an der Regierung waren und er anschließend mit dem Schatz der Zentralbank geflohen ist. Es gelingt ihnen, eine Kiste auf einer Insel zu finden, doch Karabine stiehlt sie und flieht mit dem Hubschrauber. Als Karabine feststellt, dass Tim sich als Pilot an Bord geschlichen hat, kommt es zum kurzen Handgemenge. Trotz einer Niederlage gelingt es Karabine, die Kiste über dem tiefen Meer abzuwerfen, so dass niemand den Schatz bekommen soll. Doch der Schatz verbarg sich an Bord des Schiffes selbst. Die grüngestrichene Reling enthielt die wertvollen Goldbarren.

## Hintergrundwissen
Der Film ist eine französisch-belgische Koproduktion und basiert auf keinem der Tim-und-Struppi-Comics. Er wurde 1961 in Griechenland und der Türkei gedreht und kam unter dem englischen Titel Tintin and the Golden Fleece auch in die amerikanischen und britischen Kinos. 1964 wurde er unter dem Titel Tin-Tin und das Geheimnis vom goldenen Vlies im DDR-Fernsehen ausgestrahlt. 
1964 wurde mit einer zum Teil veränderten Besetzung ein zweiter Spielfilm, Tim und Struppi und die blauen Orangen, gedreht. Beide Filme wurden 2009 von Sunfilm Entertainment mit neuer Synchronisation auf DVD veröffentlicht, der erste unter dem Titel Tim und das Geheimnis um das goldene Vlies.

## Kritik
„Aus einem von Hergés populären Comic-Abenteuern wurde ein kurzweiliger Realfilm, der vergnüglich-heitere und spannende Unterhaltung bietet. Atmosphärisch stimmig fotografiert und detailverliebt, folgt der Film der ganz eigenen Logik des Comic strips, was zu amüsanten Unwahrscheinlichkeiten führt.“